# سيغفريد ويلهلم ديهن
سيغفريد ويلهلم ديهن (بالألمانية: Siegfried Wilhelm Dehn)‏ (و. 1799 – 1858 م) هو أمين مكتبة، وعالم موسيقى، ومنظر موسيقى، وموسيقي ألماني، توفي في برلين، عن عمر يناهز 59 عاماً.

## روابط خارجية
- سيغفريد ويلهلم ديهن على موقع ميوزك برينز (الإنجليزية)